# Lucy Clarkson
Pour les articles homonymes, voir Clarkson.
Lucy Clarkson, née le 6 juillet 1982 est un mannequin anglais, mieux connue pour avoir été le quatrième modèle officiel de Lara Croft de la série de Tomb Raider, un rôle qu'elle a assuré pendant deux ans et demi entre 2000 et 2002. Elle était alors âgée de 17 ans. Elle est remplacée par Jill de Jong[source insuffisante].